# Ђимилијан (Долина Аосте)
Ђимилијан је насеље у Италији у округу Долина Аосте, региону Долина Аосте.
Према процени из 2011. у насељу је живело 209 становника. Насеље се налази на надморској висини од 1793 м.